# Gobierno del conde de Toreno

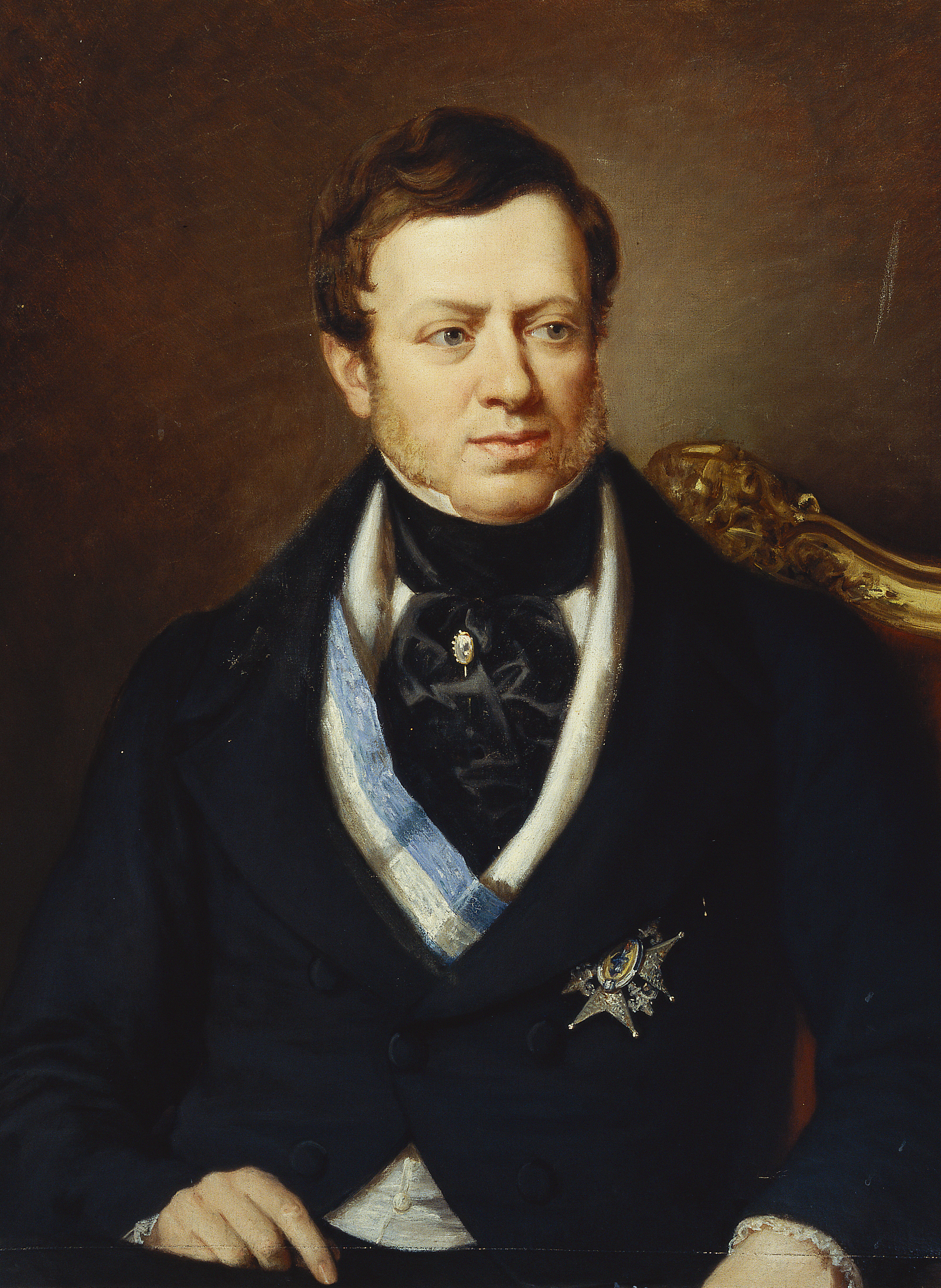
José María Queipo de Llano.

Con la dimisión de Martínez de la Rosa, la reina gobernadora María Cristina nombró el 7 de junio de 1835 a José María Queipo de Llano, conde de Toreno, nuevo presidente del Consejo de Ministros. Queipo de Llano había ejercido como ministro de Hacienda en el gobierno anterior, y retuvo esta cartera de manera interina, después de su nombramiento como presidente.
En política exterior, el Gobierno firmó un tratado el 18 de junio de 1835 con el Reino Unido sobre la trata de esclavos, por el que se exigía a España el cumplimiento de los acuerdos de 1817. España, sin embargo, por problemas internos y económicos, consintió solo en prohibir la trata, pero no la esclavitud. El tratado recogía dos líneas principales:
- Abolición de la esclavitud.
- Se permitiría el registro de cualquier buque con bandera española sospechoso de tráfico de esclavos por la armada británica y viceversa.

El 10 de septiembre de 1835 se ratificó el Tratado de Libre Navegación del Duero entre los reinos de España y Portugal.
El mantenimiento de la política moderada de su predecesor le granjeó a Queipo de Llano la oposición de los liberales exaltados. La presión que ejercían sobre el Gobierno se tradujo en una serie de rebeliones que acabarían desembocando en la dimisión del Presidente. La insurrección estalló en Cádiz, ciudad liberal por excelencia, el 10 de julio y de allí se extendió a Málaga y Granada. Poco después, en las principales ciudades (Madrid, Barcelona, Zaragoza, Valencia...) se formaron juntas provinciales revolucionarias y, más tarde, territoriales. El movimiento de los exaltados encontró eco en amplios sectores de la sociedad (abogados, empresarios, propietarios, militares...), contando además con el apoyo de las milicias urbanas. Ante este panorama el conde de Toreno dimitió el 14 de septiembre de 1835.
| Composición del Gobierno | |                                           |                                               |
| Cargo                    | Titular                                                                                                   | Inicio                                    | Fin                                           |
| Presidente               | José María Queipo de Llano                                                                                | 7 de junio de 1835                        | 14 de septiembre de 1835                      |
| Estado                   | José María Queipo de Llano (interino: 7 - 13 de junio de 1835)                                            | 7 de junio de 1835                        | 14 de septiembre de 1835                      |
| Gracia y Justicia        | Juan de la Dehesa                                                                                         | 19 de febrero de 1835 (Gobierno anterior) | 13 de junio de 1835                           |
| Gracia y Justicia        | Manuel García Herreros                                                                                    | 13 de junio de 1835                       | 27 de septiembre de 1835 (siguiente Gobierno) |
| Guerra                   | Gerónimo Valdés                                                                                           | 17 de febrero de 1835 (Gobierno anterior) | 13 de junio de 1835                           |
| Guerra                   | Valentín Ferraz (interino durante la ausencia del titular: 17 de febrero - 13 de junio de 1835)           | 17 de febrero de 1835 (Gobierno anterior) | 13 de junio de 1835                           |
| Guerra                   | Pedro Agustín Girón                                                                                       | 13 de junio de 1835                       | 28 de agosto de 1835                          |
| Guerra                   | Prudencio de Guadalfajara (interino)                                                                      | 28 de agosto de 1835                      | 14 de septiembre de 1835                      |
| Hacienda                 | José María Queipo de Llano                                                                                | 18 de junio de 1834 (Gobierno anterior)   | 13 de junio de 1835                           |
| Hacienda                 | Juan Álvarez Mendizábal                                                                                   | 13 de junio de 1835                       | 15 de mayo de 1836 (siguiente Gobierno)       |
| Hacienda                 | José María Queipo de Llano (interino hasta la llegada del titular: 13 de junio - 6 de septiembre de 1835) | 13 de junio de 1835                       | 15 de mayo de 1836 (siguiente Gobierno)       |
| Marina                   | José Vázquez Figueroa                                                                                     | 15 de enero de 1834 (Gobierno anterior)   | 13 de junio de 1835                           |
| Marina                   | Miguel Ricardo de Álava                                                                                   | 13 de junio de 1835                       | 28 de agosto de 1835                          |
| Marina                   | Pedro Agustín Girón (interino hasta la llegada del titular: 13 de junio - 28 de agosto de 1835)           | 13 de junio de 1835                       | 28 de agosto de 1835                          |
| Marina                   | José Sartorio                                                                                             | 28 de agosto de 1835                      | 14 de septiembre de 1835                      |
| Interior                 | Diego Medrano                                                                                             | 17 de febrero de 1835 (Gobierno anterior) | 13 de junio de 1835                           |
| Interior                 | Juan Álvarez Guerra                                                                                       | 13 de junio de 1835                       | 28 de agosto de 1835                          |
| Interior                 | Manuel de la Riva Herrera                                                                                 | 28 de agosto de 1834                      | 14 de septiembre de 1835                      |
| Interior                 | Ángel Vallejo Villalón (interino hasta la llegada del titular: 28 de agosto - 14 de septiembre de 1835)   | 28 de agosto de 1834                      | 14 de septiembre de 1835                      |